# Große Moschee von Taza

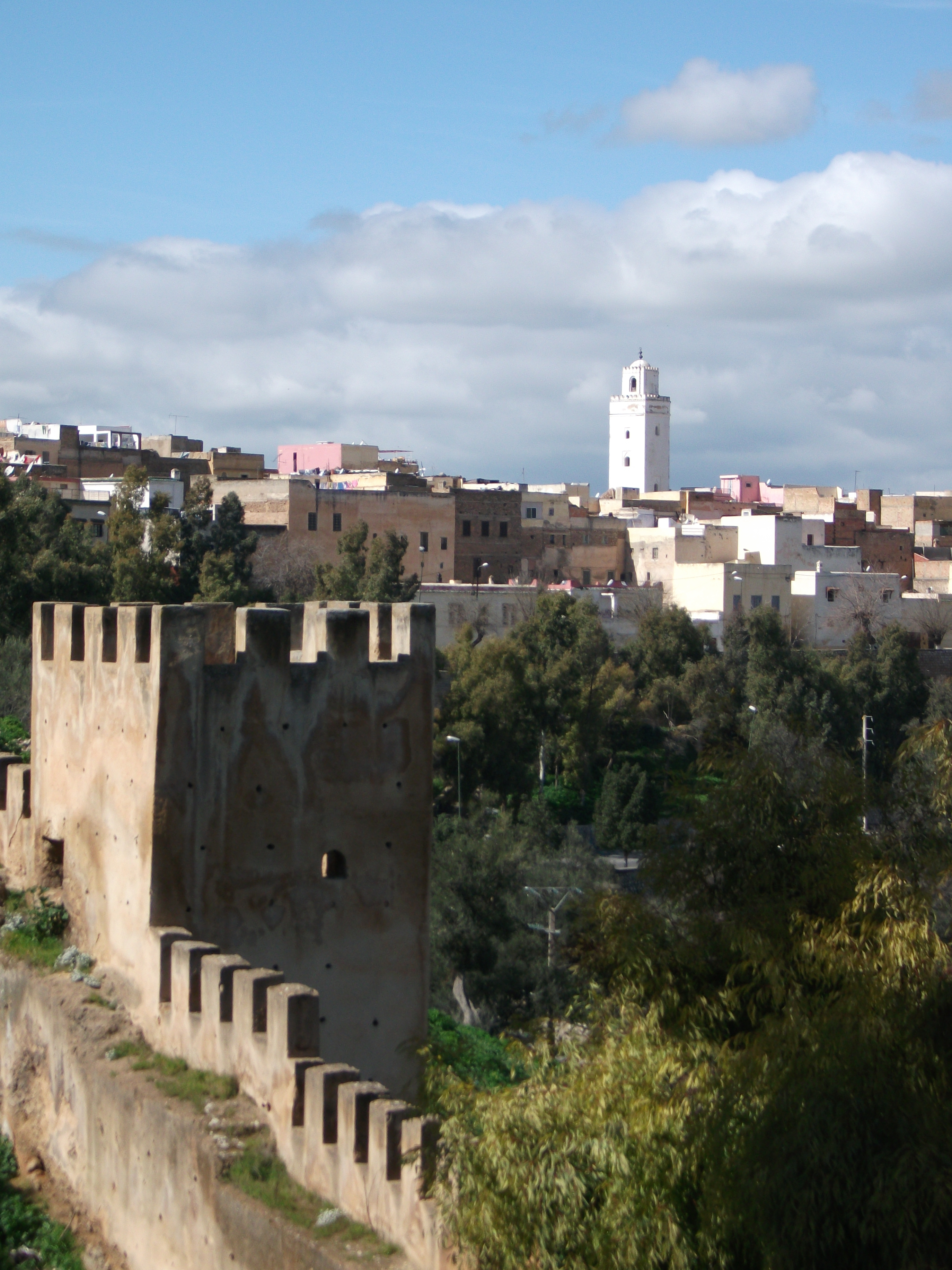
Taza, Ansicht der Oberstadt (Medina) mit dem weißverputzten Minarett der Großen Moschee; ihr kubischer Laternenaufsatz ist einer der ersten im gesamten Maghreb.

Die Große Moschee (arabisch al-Dschāmiʿ al-kabīr, auch Jemaa el Kebir) von Taza ist – noch vor der Moschee von Tinmal und der Koutoubia-Moschee in Marrakesch – der erste Moscheebau der Almohaden in Marokko.

## Geschichte
Die Geschichte der Pfeilermoschee ist eng verknüpft mit dem Aufstieg der aus dem Süden Marokkos stammenden Almohaden in der 1. Hälfte des 12. Jahrhunderts. Um das Jahr 1140 eroberten die unter den Almohaden vereinten kriegerischen Berberstämme die strategisch und historisch bedeutsame Bergfestung und Siedlung, begannen unverzüglich mit deren Ausbau und legten den Grundstein für einen Moscheebau, der gegen Ende des 13. Jahrhunderts unter den Meriniden erweitert wurde.

## Architektur

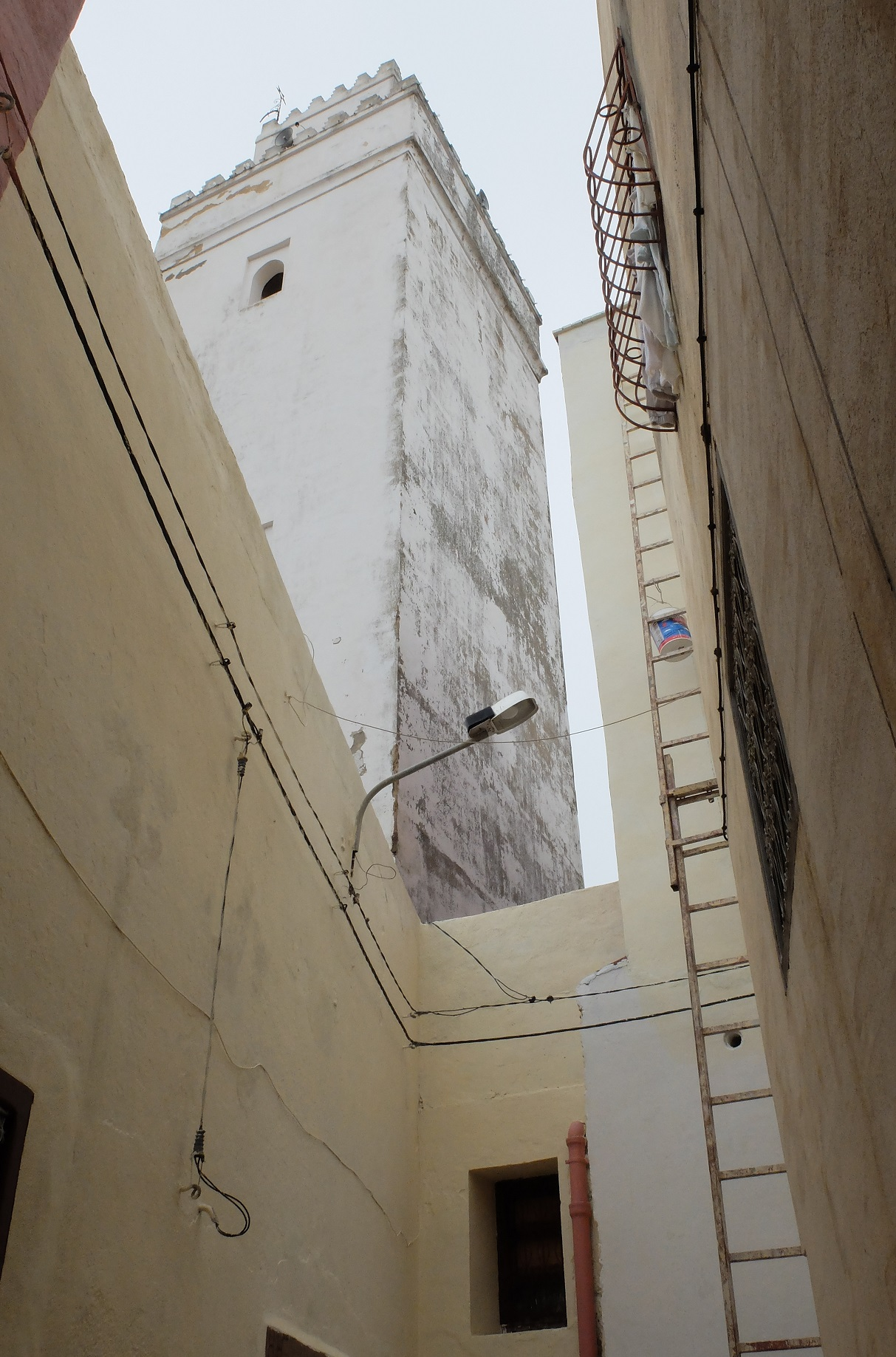
Minarett von einer angrenzenden Gasse

Die Außenmauern des ehemals von drei Seiten zugänglichen Moscheebaues bestehen aus – mit kleinen Steinen vermischtem – Stampflehm; diese Bautechnik stammt aus den Berbergebieten im Süden Marokkos und ist im Norden des Landes nur selten anzutreffen. Das im Gegensatz dazu aus Bruch-, Hau- und Ziegelsteinen errichtete Minarett erhebt sich in der nordwestlichen Ecke der Moschee; es endet – wie seit almohadischer Zeit in Marokko üblich – in einem Laternenaufsatz nach dem Vorbild des antiken Pharos von Alexandria. Moschee und Minarett sind heutzutage weiß verputzt und im Äußeren weitgehend ohne Dekor.
Das Mittelschiff und das Querschiff vor der Qibla-Wand sind leicht verbreitert, wodurch sich eine im Grundriss ablesbare T-Form ergibt, ein typisches Kennzeichen almohadischer Moscheen. Ende des 13. Jahrhunderts wurde die Moschee unter den Meriniden nach Osten hin erweitert – zu diesem Zweck wurde die alte Qibla-Wand mitsamt Mihrab abgerissen. Das neu errichtete Querschiff erhielt unmittelbar vor der neuen Mihrab-Nische eine durchbrochene Kuppel, welche – neben zwei ähnlichen Kuppeln in den Großen Moscheen von Tlemcen und Fès-el-Jedid – zu den großartigsten architektonischen Schöpfungen der islamischen Kunst zählt (siehe Weblinks).

## Ausstattung
Vielleicht wegen ihrer abgelegenen Lage verfügt die Große Moschee von Taza noch über einige typische Ausstattungsgegenstände aus dem 13. und 14. Jahrhundert: 

### Leuchter
Ein etwa vier Meter hoher, aus zehn konzentrischen Metallringen zusammengefügter Deckenleuchter mit über 500 Schälchen für Öllämpchen oder Kerzen stammt aus dem Jahr 1294. Von unten gesehen erinnert das Innendekor des Leuchters an die etwa gleichzeitig entstandene durchbrochene Kuppel. (Ein ähnlicher, in seinen Ausmaßen jedoch etwas kleinerer Leuchter hat sich auch in der Kairaouine-Moschee von Fès erhalten.) Zwei kleinere Leuchter – davon einer, dessen Kern aus einer in Spanien geraubten Glocke besteht – gehören ebenfalls zur Ausstattung der Moschee von Taza.

### Minbar
Ein nicht mehr benutzter, stark restaurierungsbedürftiger Minbar aus almohadischer Zeit mit reichhaltigem geometrischen Dekor und feinsten Einlegearbeiten aus Elfenbein sowie andersfarbigen Hölzern ist ebenfalls zu erwähnen; er wurde bereits in merinidischer Zeit ergänzt.

### Gitterschranke
Des Weiteren ist eine hölzerne Gitterschranke (anaza) aus dem 14. Jahrhundert von Bedeutung, die den Übergang vom Moscheehof (sahn) zum Gebetsraum markierte und als Hilfsmihrab für die Betenden im Hofe diente.

## Bedeutung
Die Große Moschee von Taza gilt – trotz ihrer späteren Erweiterungen – als Gründungsbau der almohadischen Moscheebaukunst (Tinmal, Marrakesch, Sevilla, Rabat). Ihr Minarett ist eines der ersten im gesamten Maghreb mit einem kubischen Laternenaufsatz anstelle der früheren Kuppelkonstruktionen (vgl. Fès, Minarette der Kairaouine- und der Andalusier-Moschee). Kuppeln bilden von nun an den architektonischen Abschluss der Laternen.
Die erwähnte durchbrochene Kuppel im Innenraum könnte – neben zwei weiteren in den Großen Moscheen von Tlemcen und Fès-el-Jedid – als Vorbilder für zwei ähnliche Konstruktionen in der Kathedrale von Burgos (Spanien) gedient haben.
Die Große Moschee von Taza steht – zusammen mit der Medina von Taza – seit 1995 auf der Vorschlagsliste für das UNESCO-Weltkulturerbe.